# 舒門市鎮
43°13′N 26°59′E / 43.217°N 26.983°E

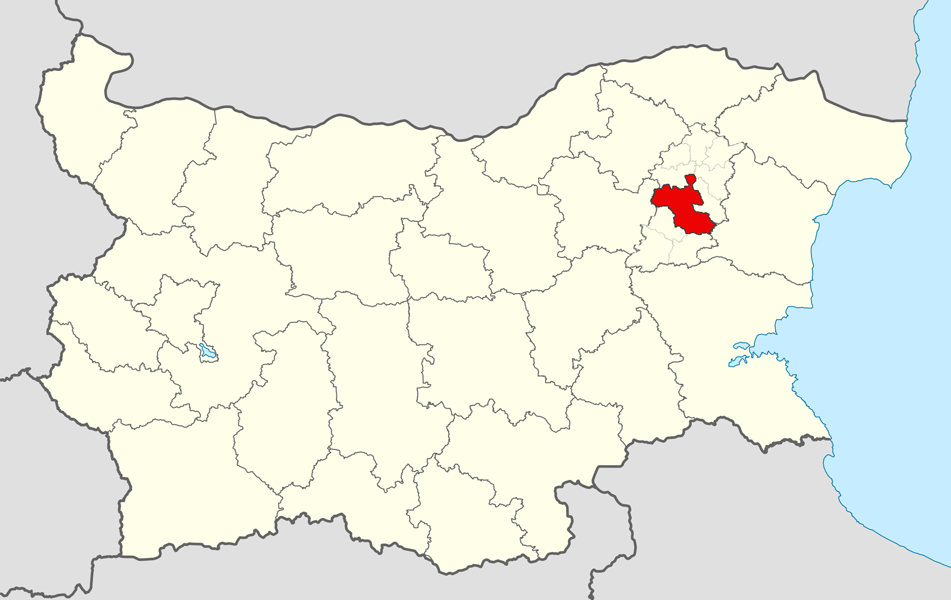

舒門市，是保加利亞的城鎮，位於該國東北部，由舒門州負責管轄，首府設於舒門，面積630平方公里，2009年人口101,597，人口密度每平方公里161.3人。